# Fondation Richard-Dawkins pour la raison et la science
La Fondation Richard Dawkins pour la raison et la science (Richard Dawkins Foundation for Reason and Science) est une organisation à but non lucratif fondée par Richard Dawkins en 2006. La Fondation est en phase de développement, et dispose d'un statut d'œuvre de bienfaisance en Grande-Bretagne et aux États-Unis d'Amérique. Son objectif est de financer la recherche sur la psychologie des croyances et religions, de financer des programmes d'éducation scientifique, et de soutenir des œuvres de bienfaisance laïques.
La fondation offre des informations à portées scientifiques, rationnelles et humanistes sur son site internet, ainsi que des interviews inédites de Richard Dawkins,.